# Всероссийская сельскохозяйственная и кустарно-промышленная выставка
Всероссийская сельскохозяйственная и кустарно-промышленная выставка — выставка в Москве, проходившая в 1923 году (на территории современного ЦПКиО им. Горького).
Была первой выставкой такого масштаба, проведённой на территории СССР (России). Предшественница ВСХВ—ВДНХ.

## Общие сведения
Выставка была открыта 19 августа 1923 года. Основанием для строительства, проведения выставки послужил декрет ВЦИК «О Всероссийской сельскохозяйственной выставке» от 15 декабря 1922 года.

«Придаю очень большое значение выставке, — писал В. И. Ленин, — уверен, что все организации окажут ей полное содействие. От души желаю наилучшего успеха»

Местом для её проведения Выставки была выбрана территория на части бывших дворянских усадеб,  Александрийского дворца императора Николая I, завода Бромлеев у Крымского моста и нескольких больниц, где после Революции возникла гигантская свалка. На открытии присутствовал А. В. Луначарский. В свой последний приезд в Москву, 19 октября 1923, В. И. Ленин посетил выставку.
Закрытие выставки состоялось 21 октября 1923 года.

## Характеристики
- Площадь выставки — около 100 га.
- Количество построек — 255 (включая вспомогательные сооружения)
- Продолжительность проектирования и строительства — 10 месяцев, с октября 1922 года (рекордные для того времени сроки)
- Стоимость постройки комплекса - около 13 млн рублей[6]
- Кол-во посетителей — более 1,5 млн.
- Кол-во участвовавших иностранных фирм — более 600.

## Руководство выставки
- Организатор и главный директор — А. Г. Брагин[7].
- Главный архитектор, руководитель Главного Выставочного комитета — А. В. Щусев.
- Заместитель главного архитектора — В. К. Олтаржевский.
- Члены Строительной комиссии — И. В. Жолтовский, И. П. Машков, С. С. Шестаков[8]
- Техническое руководство, проектирование конструкций и строительство — А. В. Кузнецов.
- Разработка генплана — И. В. Жолтовский.
- Председатель научно-технического совета — В. И. Ковалевский.
- Общее художественное оформление выставки — И. И. Нивинский, А. А. Экстер[9].
- Внутреннее оформление павильонов, разработка выставочного оборудования — Б. В. Сакулин[10]
- Ландшафтный дизайн — Е. В. Ширвинский

Членом оргкомитета выставки был Н. И. Вавилов.

## Архитектура
На проектирование генерального плана выставки осенью 1922 года был объявлен открытый конкурс, идеологом которого стал вернувшийся из заграничной командировки А. В. Чаянов. На конкурс было представлено 27 проектов, выполненных представителями разных поколений, архитектурных школ и течений; победу одержал проект молодого архитектора Н. Я. Колли, выпускника ВХУТЕМАСа, ученика академика И. В. Жолтовского. Параллельно Главный выставочный комитет организовал закрытый конкурс, к участию в котором пригласил И. А. Фомина, И. В. Жолтовского, В. А. Щуко и ряд других видных архитекторов. Комиссия выбрала для реализации проект разработанный И. В. Жолтовским, который с некоторыми изменениями и доработками был принят к реализации.
Место проведения выставки было определено руководителем Главвыставкома А. В. Щусевым и автором проекта И. В. Жолтовским, которые в то время работали над планом «Новая Москва». Согласно этому плану, территория будущей выставки должна была стать одним из «зелёных клиньев», прокладываемых от периферии к центру Москвы.
Основная архитектурно-планировочная идея генерального плана выставки, предложенная Жолтовским, заключалась в создании большого партера, в центре которого первоначально предполагалось соорудить фонтан с символической скульптурой пробуждающейся России. К фонтану и скульптуре обращались отдельные павильоны. Однако фонтан построен не был и ведущей темой в композиции выставки стала река. Архитектурный ансамбль выставки раскрывался в сторону Москвы-реки, и наиболее выигрышно смотрелся с Крымского моста.
На Выставке впервые были применены приёмы русского архитектурного авангарда, воплощённого впоследствии в различных капитальных постройках. Одним из самых новаторских на выставке был павильон «Махорка», построенный по проекту К. С. Мельникова. Тонкий стилист В. А. Щуко, приглашённый из Петрограда для строительства на Выставке ряда павильонов Иностранного отдела, увидев завершающуюся «Махорку», приостановил работу и начал перерабатывать фасады своих построек. Выдающийся архитектор-конструктивист М. Я. Гинзбург так оценил павильон Махорочного синдиката:

«В отделе переработки выгодно выделяется павильон „Махорка“ (архитектора Мельникова)... Безусловно, это наиболее свежая и оригинальная мысль, вполне органически использованная в дереве».

В отчёте «Главвыстпррома» об организации, строительстве и архитектуре первой советской ВСХВ содержится следующая запись:

«Павильон Дальнего Востока, Главмахорка и ещё два-три небольших здания, разбросанных на выставке, являлись образцами нового течения в архитектуре и вносили разнообразие в общую массу построек…».

Архитектурные решения, опробованные здесь, по сей день находят применения в различных сооружениях по всему миру.
Большинство сооружений и павильонов были деревянными и не сохранились. Часть снесли в ходе реконструкции парка в 1930-е годы, часть была уничтожена авиабомбами в годы войны, а то, что ещё оставалось снесли во второй половине 1960-х годов. До 2024 года сохранялся павильон кустарной промышленности — бывший цех судостроительного завода «Крымский Бромлей», оформленный А. В. Щусевым. В 1931—1934 годы здание было переделано в духе постконструктивизма. C 1934 по 1942 год в нём работал кинотеатр; в 1942 году его зрительный был разрушен авиабомбой и более не восстанавливался. C 1942 года здание представляет собой два изолированных объёма с руиной посередине; в 2020-е годы в северном крыле базируется дирекция парка, в южном — офис музей «Гараж». В руинированном виде сохранился павильон «Механизация» — самый крупный на выставке и единственный, построенный на основе железобетонного каркаса. После уничтожения зажигательными бомбами в 1942 году павильона Культурно-просветительского отдела его название — «Шестигранник» — было перенесено на павильон «Механизация» В современной планировочной структуре парка также сохранились некоторые фрагменты планировки выставки.

### Сооружения и павильоны
- Входная Триумфальная арка (архитектор И. В. Жолтовский, при участии В. Д. Кокорина, художник И. И. Нивинский)[24][25]
- Образцовый вокзал
- Аудитория (архитекторы И. В. Жолтовский, Н. Я. Колли)[26]
- Летний театр
- Главный павильон с Культурно-просветительским отделом (первоначально «Шестигранник») (архитектор И. В. Жолтовский, при участии Н. Я. Колли, В. Д. Кокорина, конструктор А. В. Кузнецов, скульптор С. Т. Конёнков), разрушен во время бомбардировки в 1942 году[24][25]
- Павильон животноводства с манежем (архитекторы И. В. Жолтовский, при участии С. Е. Чернышёва, П. А. Голосова, В. Д. Кокорина, Н. Я. Колли, Н. А. Ладовского)[27]

- Павильон Механизации (Сельскохозяйственного машиностроения; с 1940-х годов — «Шестигранник») (архитекторы И. В. Жолтовский, В. Д. Кокорина, Н. Я. Колли, М. П. Парусников, А. Поляков, художники А. А. Экстер, И. И. Нивинский), руинирован[26][25]
- Павильон Текстильной промышленности (архитектор В. К. Олтаржевский, скульптор С. Т. Конёнков, художник И. И. Нивинский)[28]
- Павильон кустарной промышленности — существовавший заводской корпус завода Н. Э. Бромлея, приспособлен под павильонное использование по проекту А. В. Щусева. В 1931[29]—1934[19] годы перестроен в ныне существующее здание администрации парка Горького (первый проект Л. М. Лисицкого и Л. С. Залесской[29], второй проект В. М. Войнова[18] при участии Родриго Дакоста[30])
- Павильон Центрального управления лесной промышленности (архитекторы С. Н. Грузенберг, А. Я. Лангман, художник А. А. Экстер)[31][32][33]
- Павильон Лесоводства[34]
- Павильон Стандартстроя (архитектор А. Я. Лангман)
- Павильон «Известия ЦИК» и «Красная Нива» (архитектор Б. В. Гладков, скульптор В. И. Мухина, художник А. А. Экстер)[35][36]
- Павильон Полеводства (архитекторы И. В. Жолтовский, Н. Я. Колли, М. П. Парусников, художник А. А. Экстер)[37]
- Павильон Мелиорации (архитекторы И. В. Жолтовский, Н. Я. Колли, М. П. Парусников, художник А. А. Экстер)[37]
- Оранжереи
- Павильон Украины[34]
- Павильон Белоруссии
- Павильон Грузии
- Павильон Армении (архитектор Н. Г. Буниатян)[38]
- Павильон Киргизии (архитектор Н. Г. Буниатян)[38]
- Павильон Татарии (архитектор Я. Сарыщев)[38]
- Павильон Башкирии
- Павильон Азербайджана (архитектор Н. Г. Буниатян)[38]
- Павильон Кавказа (Горская республика, Дагестан)[34]
- Павильон Якутской автономной республики
- Павильон Ойратской области
- Павильон Монголо-Бурятской области
- Павильон Чувашской автономной области
- Павильон Абхазии
- Павильон Немкоммуны
- Павильон Еврейской коммуны
- Павильон Туркестанской республики (архитектор Ф. О. Шехтель)[38][34]
- Павильон «Махорка» (архитектор К. С. Мельников, художник И. А. Француз)[39][40]
- Павильон Табачного синдиката
- Павильон Дальне-Восточной области, китайские ворота (архитектор И. А. Голосов, художник И. А. Француз)[41][42][43]
- Павильон Крыма (архитектор М. Я. Гинзбург)[28]
- Павильон Сахаротреста
- Павильон Моссельпрома
- Павильон треста Мельстрой
- Павильон Главрыба
- Павильон Госсельхозсклад
- Павильон Мясохладобоен[44]
- Павильон газеты «Беднота»
- Павильон «Добролёт»[40]
- Павильон Московского городского банка
- Киоск Госиздата (архитектор А. М. Лавинский)[45]
- Павильон Деткомиссии ВЦИК (архитектор И. Е. Бондаренко)
- Павильон Центросоюза (архитектор Б. М. Великовский)[46]
- Павильон Сельхозкооперации
- Ветряк[34]
- Современная (Старая) деревня:

* Крестьянская усадьба крайнего севера Архангельской губернии;
* Двор Вологодской губернии;
* Двор Приозёрного края (Новгородская губерния);
* Двор Средне-Нечернозёмной полосы (Клинский уезд);
* Двор Пермского края (Кунгурский уезд);
* Двор Пензенской губернии (Нижне-Ломовский уезд);
* Двор Воронежской губернии (Нижнедевицкий уезд);
* Полтавская изба;
* Двор Кубано-Черноморской области.
- Новая деревня (архитекторы Н. А. Ладовский (руководитель), А. Н. Рухлядев, И. В. Ламцов и др.)[47]:

* Северный улучшенный дом;
* Центральный улучшенный двор;
* Южный улучшенный двор;
* Хозяйство-коммуна;
* Образцовый агрономический пункт;
* Дом крестьянина (клуб) с «Уголком имени В. И. Ленина»;
* Волисполком;
* Кооперативная молочная;
* Сельские ясли;
* Совхоз.
- Пешеходный мост (виадук) через Крымский Вал (архитектор А. В. Кузнецов)[48]
- Входная арка Иностранного отдела (архитектор В. А. Щуко, художник А. А. Экстер)[44]
- Главный павильон Иностранного отдела (архитектор В. А. Щуко, В. Г. Гельфрейх, Г. А. Голубев)[49]
- Ресторан Иностранного отдела (архитектор В. А. Щуко, В. Г. Гельфрейх, Г. А. Голубев, Н. Я. Колли, скульптор В. И. Мухина, художники А. А. Экстер, А. Гущин)[47][32]
- Административный павильон Иностранного отдела
- Стадион в иностранном отделе (архитектор А. К. Буров)
- Павильон Русско-Германской торговли
- Павильон Италии («Чиче»)
- Павильон фирмы «Юнкерс Дессау»[34]
- Павильон германских сельскохозяйственных фирм[34]
- Павильон Афганистана (архитектор И. А. Голосов)[41]
- Павильон Еврейской объединенной трудовой федерации подмандатной Палестины[50]
- Демонстрационная ГЭС на Бабьегородской плотине.[51]

## В культуре
Упоминания о выставке можно найти в различной художественной литературе, в том числе в одном из рассказов М. А. Булгакова.
В архиве ВДНХ сохранился фотоальбом, посвящённый выставке.
Несмотря на большую известность, которую выставка получила как в России, так и за её пределами, упоминаний о ней в литературе и Интернете очень мало. За рубежом она известна в основном благодаря произведениям искусства в стиле русский авангард: плакатам, живописи, графике.

## В филателии
Во время работы Всероссийской сельскохозяйственной и кустарно-промышленной выставки Организация Уполномоченного по филателии и бонам особой секции при Всероссийском комитете содействия сельскому хозяйству ВЦИК организовала выставку наиболее полной коллекции почтовых марок РСФСР.
Первые почтовые марки СССР были выпущены в 1923 году и были посвящены именно открытию Всероссийской сельскохозяйственной и кустарно-промышленной выставке.
- Серия почтовых марок СССР, посвященных Всероссийской сельскохозяйственной и кустарно-промышленной выставке
- Номинал 1 руб.
- Номинал 2 руб.
- Номинал 5 руб.
- Номинал 7 руб.